# Sven Hamrin
Sven Hamrin (n. 30 martie 1941, Härnösand, Comitatul Västernorrland, Suedia – d. 25 ianuarie 2018, Härnösand, Comitatul Västernorrland, Suedia) a fost un ciclist suedez, medaliat olimpic. A participat la o ediție a Jocurilor Olimpice (1964) în care a câștigat o medalie de bronz.

## Participări
Lista de mai jos prezintă principalele competiții la care a participat Sven Hamrin de-a lungul carierei.
- cycling at the 1964 Summer Olympics – men's team time trial[*]